# Ricky Sánchez
Ricardo "Ricky" Sánchez Rosa (nacido el 6 de julio de 1987 en Guayama) es un jugador de baloncesto puertorriqueño. Con 2,11 metros de estatura, lo hace en la posición de ala-pívot.

## Trayectoria deportiva

### Escuela secundaria
Tras haber pertenecido a la plantilla de los Criollos de Caguas con solo 15 años, jugando en 7 partidos con primer equipo y promediando 1,9 puntos, se trasladó a los Estados Unidos, entrando primero en el Bloomington South High School, y posteriormente en la prestigiosa IMG Academy de Bradenton, Florida. Allí promedió 18 puntos y 12 rebotes en su temporada senior, lo que le precipitó a ser declarado elegible para el Draft de la NBA sin pasar por la universidad, a pesar de tener una buena oferta de la Universidad de Memphis.

### Profesional
Fue elegido en la trigésimo quinta posición del Draft de la NBA de 2005 por Portland Trail Blazers, siendo traspasado nada más ser elegido junto con los derechos sobre Linas Kleiza a Denver Nuggets a cambio de los derechos sobre Jarrett Jack. Participó en las ligas de verano con los Nuggets, promediando 5,3 rebotes por partido, pero no llegó a convencer al entrenador para formar parte de la plantilla final. Fichó entonces por los Idaho Stampede de la Continental Basketball Association, siendo en ese momento el jugador más joven en participar en la historia de la liga, con apenas 18 años. Allí disputó una temporada, promediando 8 puntos por partido.
En el verano de 2006 volvió a jugar las ligas de pretemporada con los Nuggets, siendo asignado a la NBA Development League, curiosamente al equipo de los Idaho Stampede, que cambiaba de liga. Allí promedió 11,6 puntos y 4,2 rebotes por partido, coincidiendo en el equipo con su compatriota Peter John Ramos.
En 2007 los Nuggets traspasan sus derechos junto con Reggie Evans a Philadelphia 76ers a cambio de Bobby Jones y Steven Hunter. pero no se movería de los Stampede, con los que ganó la NBA D-League en 2008, derrotando a los Austin Toros en la final. Sus estadísticas bajaron hasta los 7,3 puntos y 2,4 rebotes, perdiendo la titularidad.
En 2008 estuvo a punto de fichar por el Cajasur córdoba de la LEB Oro española, pero una lesión que se produjo en el preolímpico de Atenas descartó el fichaje. Regreso a su país, fichando por los Cangrejeros de Santurce, de donde se marchó a los Halcones Rojos Veracruz de la liga mexicana, regresando a los Cangrejeros en 2010.
En 2011 jugara para Weber Bahía Estudiantes, de la Liga Nacional de Básquet de Argentina.
A horas del cierre de intercambios (Trade Dead Line)en la temporada 2011/12 de la NBA, se ve involucrado en un trueque en el cual los Memphis Grizzlies adquieren sus derechos de los Philadelphia 76ers, entregando a cambio al jugador Sam Young.
A horas del cierre de intercambios (Trade Dead Line) en la temporada 2012/2013 de la NBA, se ve involucrado en un trueque en el cual los Miami Heat adquieren sus derechos de los Memphis Grizzlies, a cambio del pívot Dexter Pittman.
No llegó a debutar en la mejor Liga del Mundo pasando por los Idaho Stampede primero en la CBA y luego en la D-League. También probó suerte en las Ligas de Verano. Además de en su país de origen ha jugado en Venezuela, México o Argentina donde ha hecho carrera jugando en Bahía Blanca (2011-12), Libertad de Sunchales (2012-13) y Regatas Corrientes (2013-14).
En 2015 ha jugado en los Atenienses de Manatí de Puerto Rico promediando 15,4 puntos, 6,6 rebotes y 1,9 asistencias con un 38,7 % de acierto en triples.
En verano de 2015, el ala-pívot de 2,11 metros, es nuevo jugador del ICL Manresa, dando el salto a Europa, siendo despedido meses más tarde. En abril de 2016 fichó por los Brujos de Guayama de la liga de Puerto Rico.
Entre 2017 y 2018 integró el equipo de Quilmes de Mar del Plata varias veces, siendo cortado momentáneamente por la caída de un patrocinador.

### Selección nacional
Sánchez es un habitual de la selección de Puerto Rico desde las categorías inferiores. Debutó en el Campeonato del Mundo Júnior de 2003, con 16 años recién cumplidos, para en 2007 acceder a la absoluta. Desde entonces ha ganado medallas de plata y bronce en sendos Torneo de las Américas y la de plata en los Juegos Panamericanos de 2007. También medalla de oro en los Juegos Centroamericanos y del Caribe Mayagüez 2010.